# Maria Fortuny i Guarro
Maria Fortuny i Guarro   (Barcelona, 1967) és una música catalana coneguda per ser part de la Companyia Elèctrica Dharma, on toca principalment el teclat.

## Trajectòria
La Maria és la germana petita dels set fills que van tenir els seus pares, Joan Fortuny i Núria Guarro: en Josep (1952-2013), l'Esteve (1954-1986), en Joan (1955), en Jordi (1958-1979), en Lluís (1960) i en Jaume (1961). Maria Fortuny va néixer al carrer de Montserrat de Casanovas al barri d'Horta, on la seva família s'hi va traslladar des del barri de Sants i hi va viure deu anys. La seva mare cantava a l'Orfeó de Sants i va ensenyar als fills melodies populars catalanes.
Maria Fortuny també va créixer envoltada de la música dels seus germans, que després d'integrar diferents formacions, el 1973 havien fundat la Companyia Elèctrica Dharma. Després de finalitzar el COU, va estudiar dret fins al segons curs. Paral·lelament, aprenia a l'Aula de Música Moderna i Jazz de Barcelona a la vegada que tocava amb el grup de música pop-rock Capitan Childe, que va deixar en entrar a formar part de la Companyia Elèctrica Dharma el 1987.
La seva primera actuació amb la Companyia Elèctrica Dharma va ser el 12 de març del 1987, quan tenia 20 anys, en el concert d'homenatge a Esteve Fortuny al Palau de la Música Catalana, juntament amb l'Orquestra de Cambra Barcelona sota la direcció de Manel Camp, a partir de quatre poemes musicals escrits pel seu germà d'ençà del 1982 i que mai fins llavors no s'havien interpretat. L'estiu de l'any següent es va incorporar a la gira que el grup va fer per Catalunya per a comprovar si s'adaptava a la nova formació. En aquell moment el futur del grup era incert, però es va decidir tornar als escenaris atès que l'experiència del Palau de la Música Catalana havia estat satisfactòria i semblava més fàcil superar el mal tràngol de la mort de l'Esteve amb una persona propera.
El primer àlbum d'estudi que Maria Fortuny va gravar amb els seus germans i Carles Vidal, baixista i membre fundador de la Companyia Elèctrica Dharma, va ser Fibres del cor.

## Discografia

### Amb la Companyia Elèctrica Dharma
| - Homenatge a Esteve Fortuny (1987) - Fibres del cor (1989) - Tifa Head (1991) - Que no es perdi aquest so (1993) - 20 anys de Companyia Elèctrica Dharma (1994) - El ventre de la bèstia (1996) - Racó de món (1998) - Sonada (2000) | - Llibre vermell (2002) - Dharmasseria (2004) - 30 anys, la Dharma l'arma! (2005) - El misteri d'en Miles Serra i les músiques mutants (2008) - Mompou's mood Mariagneta and Patum Jack Blues (2010) - Nit col·lectiva (2012) - Flamarada (2019) - Cançons arraconades (2023) |